# عمر العقاد
عمر عبد الفتاح أحمد العقاد (1927-2018) هو رجل أعمال فلسطيني سعودي وعضو المجلس الوطني الفلسطيني، وقد أدارَ وأشرف على عدة مؤسسات مالية دولية في منطقة الشرق الأوسط.

## حياته
ولد في مدينة يافا عام 1927. حاصل على درجة البكالوريوس في الهندسة الكهربائية والميكانيكية من جامعة مانشستر في المملكة المتحدة. انتقل مبكرًا للعمل في السعودية حيث ترأس عدة مؤسسات مالية مثل البنك السعودي البريطاني والشركة العربية للاستثمار في لوكسمبورغ وسويسرا، كما ترأس مجموعة العقاد التي تأسست في السعودية عام 1975. يمتلك العقاد العديد من الشركات في السعودية ودول أخرى منها شركة العقاد للاستثمار وهي شركة سعودية قابضة، تأسست في 1975، كما يمتلك المتحدة للسيارات والشركة العربية للبلاط وشركة مِدي سِيرف والشركة الأهلية للأنظمة المتقدمة وشركة الاتصالات العامة المحدودة وشركة الرياض فارما وشركة سند للتأمين والشركة العربية الفلسطينية للاستثمار التي تأسست عام 1994، وأيضًا شركة كهرباء غزة.
منحت جامعة بيرزيت عمر العقاد درجة الدكتوراة الفخرية في الاقتصاد في يوليو 1995. كما ساهمَ العقاد في عدة مشاريع خيرية في فلسطين مثل إنشاء كلية عمر العقاد للهندسة في عام 1984 في جامعة بيرزيت، كما تبرع بمبنى المشاغل الهندسية والذي بُنيَ الطابق الأول منه عام 1984 والطابق الثاني عام 1995.

## مهنته
بعد العمل لبضع سنوات في المملكة المتحدة ، انتقل إلى المملكة العربية السعودية في عام 1950 حيث انضم إلى مجموعة الجفالي كمدير أول. في عام 1975 ، انطلق بمفرده وأنشأ ما سيصبح إحدى المجموعات الاستثمارية الرائدة في المملكة العربية السعودية. أسس أكثر من 40 مشروعًا صناعيًا وتجاريًا في المملكة العربية السعودية ، لا يزال معظمها موجودًا.
أسس شركة العقاد للاستثمار (AICO) عام 1975 ، وهو المؤسس والرئيس السابق للشركة العربية الفلسطينية للاستثمار (أيبك).
وأشارت صحيفة وول ستريت جورنال إلى أن "العقاد يعتبر من أذكى مدراء المملكة العربية السعودية وأكثرهم احترافًا. وفي كتاب عن التجار العرب ، وصفه الكاتب البريطاني مايكل فيلدز بأنه" جريء ومندفع ، ومتخذ قرار بديهي وله رأس كبير في التفاصيل. "كشريك مع مستثمرين سعوديين وأجانب آخرين ، قام العقاد بتشغيل 23 مصنعًا منتشرًا في جميع أنحاء المملكة العربية السعودية." 
كان مساهمًا مؤسسًا ومديرًا لبنك إنفستكورب ومديرًا مؤسسًا للبنك السعودي البريطاني أثناء خدمته في مجلس الإدارة لمدة 20 عامًا.
بعد إتفاقية أوسلو ، وبعد أن كان داعمًا تاريخيًا لفلسطين ، قرر العقاد إنشاء كيان للاستثمار وخلق فرص عمل في وطنه التاريخي، وبالتالي أسس الشركة العربية الفلسطينية للاستثمار (APIC).
منذ تأسيسها ، أصبحت أيبك واحدة من أكبر المشغلين في فلسطين ، حيث يعمل بها أكثر من 3000 موظف. تقدم الشركات التابعة لـ APIC مجموعة واسعة من المنتجات والخدمات من خلال اتفاقيات حقوق التوزيع مع الشركات متعددة الجنسيات التي تشمل فيليب موريس إنترناشيونال وبروكتر وغامبل وكلوقز وهيونداي موتور وكرايسلرو دودج وجيب (سيارة) وألفا روميو وفيات و Fiat Professional و XL Energy و أبوت و بي براون وإيلي ليلي وشركاءه وغلاكسو سميث كلاين وسانوفي ونيفيا ، من بين آخرين كثيرين.
تم تسجيل أيبك في جزر فيرجن البريطانية في سبتمبر 1994. وفي عام 1996 تم تسجيلها في وزارة الاقتصاد الوطني الفلسطينية كشركة مساهمة خاصة أجنبية ، وأصبحت شركة مساهمة عامة أجنبية في عام 2013. وفي مارس 2014 تم إدراج أسهم أيبك في بورصة فلسطين. يبلغ رأس مالها المصرح به 125 مليون دولار أمريكي ، ويبلغ رأس مالها المدفوع 112 مليون دولار أمريكي اعتبارًا من ديسمبر 2022.

## منح واستحقاقات
في العام 2018، منح رئيس دولة فلسطين محمود عباس، الفقيد الوطني الكبير عمر العقاد النجمة الكبرى لوسام القدس تقديراً لعطائه ودوره الريادي والتزامه الوطني المتميز، وتثميناً عالياً لسيرته ومسيرته النضالية المشرفة في الدفاع عن وطنه فلسطين أرضاً وشعباً وقضية عادلة. تسلم الوسام من سيادته نجل الفقيد السيد «طارق العقاد» وعقيلته.

## وفاته
توفي في 1 فبراير 2018 في كندا.